# Campeonato Paraense de Futebol de 1974
O Campeonato Paraense de Futebol de 1974 foi a 62.ª edição da principal divisão do futebol do Pará. Organizada pela Federação Paraense de Futebol, a competição contou com a participação de nove clubes. O Remo sagrou-se campeão, conquistando seu 24º título estadual, enquanto o Paysandu ficou com o vice-campeonato. Alcino, do Remo, foi o maior goleador do certame, com 12 gols marcados.
Tanto o campeão Remo e quanto o vice-campeão Paysandu também conseguiram o direito de participar do Campeonato Nacional de Clubes de 1974.

## Participantes
| Equipe             | Cidade | Títulos (mais recente) | Part. |
| ------------------ | ------ | ---------------------- | ----- |
| Júlio César        | Belém  | 0 (não possui)         | 27    |
| Liberato de Castro | Belém  | 0 (não possui)         | 10    |
| Paysandu           | Belém  | 28 (1972)              | 58    |
| Remo               | Belém  | 23 (1973)              | 58    |
| Sacramenta         | Belém  | 0 (não possui)         | 7     |
| Sport Belém        | Belém  | 0 (não possui)         | 7     |
| Sporting           | Belém  | 0 (não possui)         | 5     |
| Tiradentes-PA      | Belém  | 0 (não possui)         | 1ª    |
| Tuna Luso          | Belém  | 8 (1970)               | 40    |

## Premiação
| Campeonato Paraense de 1974 |
| Belém                       |
| --------------------------- |
| Remo Bicampeão (24º título) |